# Draparnaudia
Draparnaudia (лат.) — род сухопутных лёгочных моллюсков из отряда стебельчатоглазых (Stylommatophora), выделяемый в монотипическое семейство Draparnaudiidae. Насчитывает шесть видов исходно эндемичных для Новой Каледонии, некоторые из которых интродуцированы на Новые Гебриды.

## Таксономия и этимология
Название рода дано в честь французского натуралиста Жака Филиппа Раймона Драпарно (фр. Jacques Philippe Raymond Draparnaud).
Взгляды на таксономическое положение рода существенно менялись во второй половине XX века. В разное время его включали в состав других семейств стебельчатоглазых улиток: Camaenidae, Bulimulidae и Enidae. Сейчас род выделяют в собственное семейство Draparnaudiidae. Известно шесть видов:
- Draparnaudia anniae Tillier et Mordan, 1995
- Draparnaudia gassiesi Pilsbry, 1902
- Draparnaudia michaudi Montrouzier, 1859typus
- Draparnaudia singularis (Pfeiffer, 1855)
- Draparnaudia subnecata Tillier et Mordan, 1995
- Draparnaudia walkeri Sykes, 1903